# Uschi Siebert
Uschi Siebert (* 11. Januar 1938 in Friedberg) ist eine deutsche Schauspielerin und Fernsehassistentin.

## Leben
Siebert gewann in den 1950er Jahren die Wahl zur Miss Frankfurt und später zur Miss Hessen. Ende der 1950er / Anfang der 1960er Jahre spielte sie einige Filmrollen in eher seichten Unterhaltungsfilmen und Filmkomödien, in denen sie gemeinsam mit den Stars der 1950er Jahre auftrat: Christine Görner, Peter Alexander und Hans-Joachim Kulenkampff. Auch machte sie Werbung für den Schwab Versand und Blaupunkt. Ende der 1950er Jahre wurde sie auch als Fotomodell für die DDR-Automarke Wartburg verpflichtet.
1960 war sie im Fernsehen als Nummerngirl in dem „Krimi mit Musik“ Heute letzter Tag – Ein Abend im „Eldorado“ zu sehen. In dem deutsch-französischen Kriminalfilm Mörderspiel übernahm sie 1961 unter der Regie von Helmuth Ashley die Rolle der Margit. 1961 wurde sie von den Lesern der Zeitschrift Bravo bei der Wahl des Bravo Otto im Bereich Fernsehen hinter Inge Meysel und Irene Koss auf den dritten Platz gewählt.
Siebert war zunächst 1957–1958 bei der Show Die glücklichen Vier die Assistentin von Hans-Joachim Kulenkampff, dann 1959–1960 auch bei der Quizshow Der große Wurf. Von 1964 bis 1969 war sie in der ARD-Samstagabendshow Einer wird gewinnen ebenfalls Kulenkampffs Assistentin. Ferner wirkte sie in den Sendungen Sieben auf einen Streich und Feuerabend (1975–1976) ebenfalls in dieser Funktion mit.
Siebert ist seit 1966 mit dem Textilkaufmann Hermann Rauch verheiratet.

## Filmografie
- 1959: Paprika
- 1959: Immer die Mädchen
- 1959: Ich bin kein Casanova
- 1960: Heute letzter Tag – Ein Abend im „Eldorado“ (Krimi mit Musik)
- 1961: Mörderspiel
- 1962: Annoncentheater – Ein Abendprogramm des deutschen Fernsehens im Jahre 1776 (Fernsehfilm)
- 1962–1963: Die Sonntagsrichter (Fernsehserie)
- 1964: Immer Ärger mit der Wirtin, Folge: Eine Traumreise (Fernsehserie)
- 1967: Crumbles letzte Chance (Fernsehfilm)